# رمال سوداء

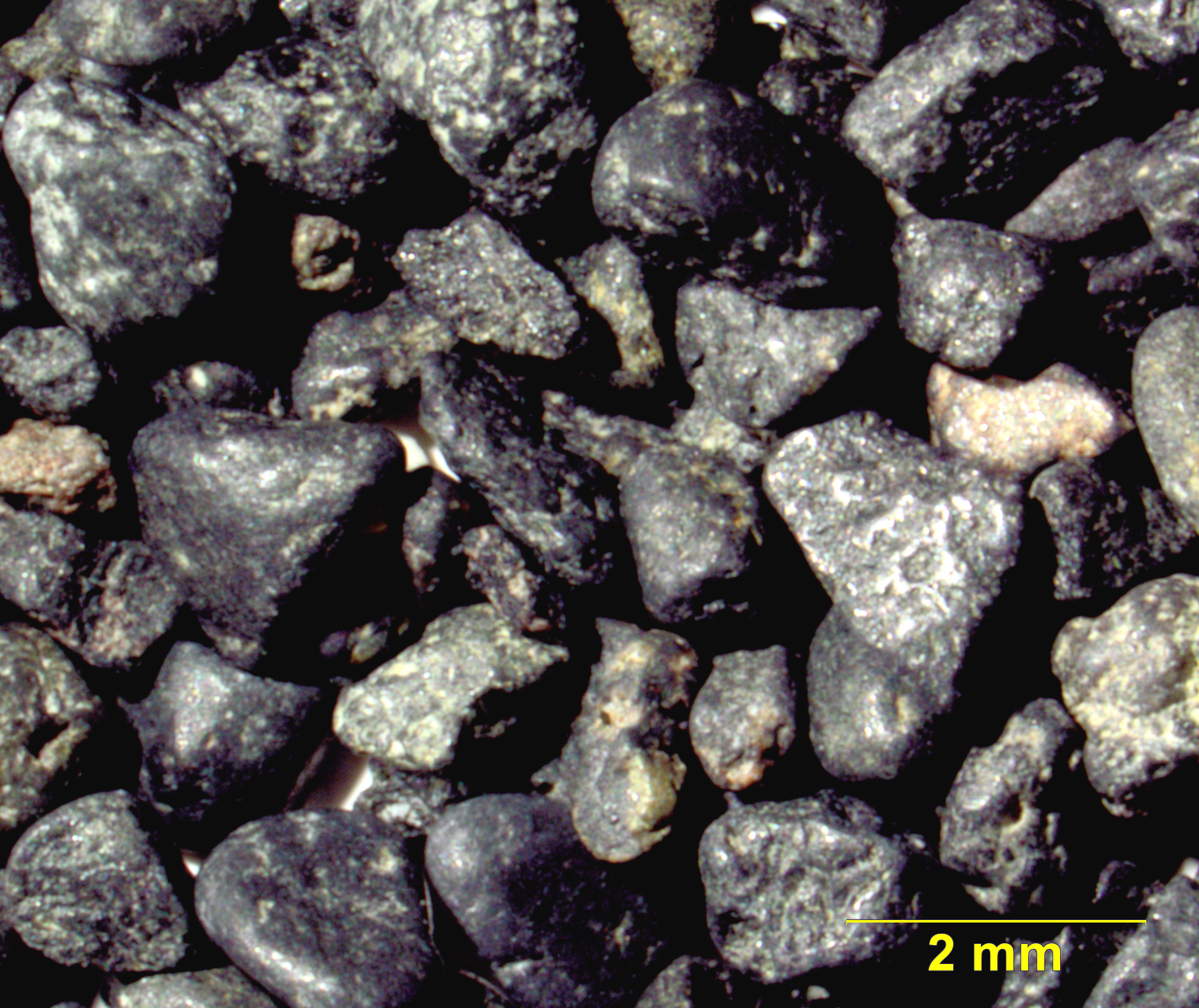
رمل أسود على احدى شواطئ هاواي.

الرمال السوداء هي رواسب شاطئية سوداء ثقيلة، تتراكم على بعض الشواطئ بالقرب من مصبات الأنهار الكبيرة، وتتركز هناك بفعل تيارات الشاطئ على الحمولة التي تصبها الأنهار في البحر، وتتكون من المعادن الثقيلة، وخاصةً معدني الماجنتيت والألمنيت، وتستغل كخامات للحديد. كما تحتوي عادةً نسبة صغيرة من المعادن المشعة كالمونازيت وغيره، وكلها معادن يغلب عليها اللون الداكن. وتستغل هذه الرمال السوداء من أجل استخراج معادن الحديد والمونازيت، وأهم البلاد التي تستغلها الهند، البرازيل، ومصر، وتوجد في الأخيرة عند منطقة الرأس السودا بالقرب من رشيد. وتوجد 11 منطقة استغلال لها في مصر، وجاري دراسة استغلالها في محافظة كفر الشيخ.

## تركيب
ترجع الأهمية الاقتصادية للرمال السوداء إلى احتوائها على نسب من المعادن التي لها مردود تعديني مثل 
الألمنيت – FeTiO2 الروتيل - TiO2 اكاسيد حديدية - ماجنتيت الزركون – و يكون أحيانا خليط من( Zr + U ) الثوريا الجارنت المونازيت – Ga.La.Y.Th – أملاح السيريوم ولبثوريوم السليكا الثقيلة. الليكوكزين كما تحتوي الرمال السوداء علي كثير من الغازات النادرة الذهب ويقدر بحوالي نصف جرام في الطن الكاسيتريت الالمنيت والروتيل الألمنيت تستخدم في إنتاج معدن التيتانيوم لصناعة هياكل الطائرات والصواريخ ذات الأرتفاعات العالية لمقاومة الظروف الكونيه الروتيل هو المادة الاساسية في صناعة البويات (الأصباغ). الزركون يستخدم تزجيج السيراميك العالية على امتصاص النيترونات ولذا يستخدم في المفاعلات النووية لكبح جماح التدفق النيتروني الهيفنيوم ويكون مصاحبا للزوكلنيوم في مركباته أكاسيد الحديد لإنتاج الحديد الصالح للاختزال المباشر المونازيت فوسفات للعناصر الأرضية النادرة وهو غني بمعدن الثوريا - أكسيد الثوريوم ويستخدم في المفاعلات النووية لأنتاج الطاقة
الرمال السوداء(رواسب المراقد):- هي عبارة عن مجموعة من المعادن الثقيلة التي يزيد المعدن عندها عن 2.7 ويعزي تجمع المعادن الثقيلة الي ان لها تركيب كيميائي ثابت ومستقر تجاه عمليات التجوية الكيميائية وانها شديدة الصلابة تجعلها شديدة المقاومة لعمليات التعرية الفيزيائية ,,فهي تتكون نتيجة للتفكك بسبب عمليات التجوية والحت وتترسب بعد نقلها في بعض الشواطئ بالقرب من مصبات الأنهار الكبيرة، وتتركز هناك بفعل تيارات الشاطئ على الحمولة التي تصبها الأنهار في البحر، وأهم المعادن الثقيلة الموجودة ضمن هذة الرواسب:-
الذهب. البلاتين.المونازيت (من الممال العادن المشعة). الزركون.الكاسترايت.الولفروميت.الكروميت.الروتيل.المجنيتيت.الالمنيت.وعدد من الاحجار الكريمة(الماس، الجارنت,الكورندم، البريل).

## استخدامات
- صناعة هياكل الطائرات
- صناعة السراميك والادوات الصحية
- صناعة الحراريات
- صناعة مواد الصنفرة